# Tåtøy
58°51′24.894″N 9°23′11.198″Ø / 58.85691500°N 9.38644389°Ø
Tåtøy eller Tåtei er en ø i skærgården ret syd for Kragerø centrum i Vestfold og Telemark fylke i Norge. Øen ligger i overgangen mellem Kragerøfjorden som kommer ind fra sydøst, og Kilsfjorden mod vest. Tåtøy er et par kvadratkilometer stor og består af delvis skovklædte, delvis bebyggede fjeldknolde. Højeste punkt er Høgda på 96 meter. Tåtøy har egen landsbyskole, Tåtøy skole, med cirka 30 elever i en skolebygning fra 1894. Kragerø Fjordbåtselskap driver rutebådssejlads mellem Tåtøy og Stabbestad, Skåtøy og byen Kragerø på fastlandet.

## Historie
Tåtøy var længe delt mellem to storgårde, Østre og Vestre Tåtøy. Bebyggelsen på Tåtøy startede for alvor i 1860'erne. I 1950'erne var der omkring 300 fastboende og i 1970'erne omkring 250. Øen havde tidligere to skibsbyggerier. 

### Navnet Tåtøy
Tåtøy blev i året 1400 skrevet Thotkøy. I 1577 blev navnet ændret til Thottøen, men allerede i 1585 blev det ændret igen til Tottønn. 80 år efter blev der ændret igen Taadøen.
Navnet Tåtøy har formentlig sin oprindelse fra søen Toke i Drangedal. Elven der fra skal have heddet Totka. Ud for, hvor den munder ud i havet ligger Tåtøy, derfor navnet Thotkøy.

### Kendte personer om Tåtøy
Edvard Munch skal en gang have kaldt Kragerø, og øerne i nærheden, for «Perlen blandt kystbyene». 
Erik Werenskiold skal ofte have opholdt sig på Tåtøy om somrene. Og han malede ofte motiver fra øen, blandt andet det kendte oliemaleri «Gjetere» fra 1882. Han var blandt de tidlige troldtegnere i Norge, og skal have ment at der boede trold ude på øerne i nærheden af Tåtøy.

## Eksterne kildere og henvisninger
1. ↑  Erik Werenskiolds maleri «Gjetere» fra Tåtøy

- Kragerø kommune om Tåtøy Arkiveret 9. november 2005 hos  Wayback Machine
- Zoombart kort og satellitfoto